# Altamira Fútbol Club
El Altamira Fútbol Club, más conocido como Estudiantes de Altamira, fue un equipo de fútbol mexicano de la ciudad de Altamira, en el estado de Tamaulipas.

## Historia
El 12 de julio de 2001, cientos de jóvenes acudieron a la convocatoria del club con el fin de formar parte del equipo de Segunda División de México. El Altamira Fútbol Club fue fundado oficialmente el 9 de agosto de 2001.
Fue filial de los equipos de San Luis y Club Universidad Nacional cuando el equipo se encontraba en la Primera División 'A' de México. Sin embargo, el equipo cayó al descenso durante el torneo Clausura 2005.
El 4 de enero de 2004, el también denominado "Equipo de las Huastecas", se vistió de gala al recibir la visita de los Pumas de la UNAM con todas sus estrellas y su flamante Director Técnico Hugo Sánchez Márquez, para jugar un partido amistoso, previo al arranque del torneo Clausura 2004.
En el periodo comprendido entre 2005 y 2009 asumió la Dirección General del Club el Licenciado en Derecho y Máster en Administración de Negocios con Marketing Deportivo: Ilie Oleart Boeufve, el cual a día de hoy es un gran y reconocido autor y periodista deportivo. Actualmente, desde agosto de 2010 es el director general y fundador del sitio de «La Media Inglesa» el cual cuenta con canal de YouTube en el que se tratan temas de interés del fútbol inglés. A su vez, también es reconocido por ser el autor de un libro referente al gran logro conseguido por el Leicester City cuando fue campeón de la Premier League en la temporada 2015/2016, llamado "¡Dilly-ding, dilly-dong!: Leicester City, el triunfo más improbable de la historia del fútbol inglés".
En 2009, Estudiantes de Altamira se ha dado a conocer en todo México por tener un gran plantel, jugó dos fases de finales, siendo el torneo Clausura que llegara hasta la semifinal, y en el torneo apertura que recientemente terminó jugara la gran final del circuito de la Segunda División.

### Regreso a la Liga de Ascenso
El equipo regresa a jugar en la Liga de Ascenso luego que los equipos finalistas en la Segunda División no tenían derecho a ascenso por ser filiales, es así como para la temporada 2009-2010 ocupó una plaza más en la Liga de Ascenso.

### Desaparición
El 25 de mayo de 2015, se confirmó por un comunicado de prensa que el equipo cambiaría de sede a Tapachula, Chiapas; convirtiéndose en Cafetaleros de Tapachula. Así se dio la desaparición del Altamira Fútbol Club.

## Uniforme y escudo
Su escudo:
Representa las actividades más importantes que dan solidez al gran Puerto Industrial de Altamira, en el fondo un timón como símbolo de direccionalidad. El azul marítimo y lo blanco de la espuma de las aguas del Golfo de México.
Sus colores:
Azul Marino y Blanco, por ser propios de las zonas marítimas.

### Últimos uniformes
- Uniforme local: Camiseta blanca con rayas horizontales azules, pantalón y medias blancas.
- Uniforme visitante: Camiseta azul con detalles blancos, pantalón y medias azules.
- Uniforme alternativo: Camiseta negra con gris y detalles verde fosforescente, pantalón y medias negras.

| Primer Uniforme | Segundo Uniforme | Tercer Uniforme |

### Uniformes anteriores
- 2013-2014

| Primer Uniforme | Segundo Uniforme | Tercer Uniforme |

### Últimos patrocinadores
A continuación se muestra la lista de los últimos patrocinadores del club (Temporada 2014-15):
Proveedor:
- Lotto

Patrocinador:
- Coca Cola

### Patrocinadores anteriores
A continuación se presentan en orden cronológico el fabricante de las indumentarias y los patrocinadores principales que han aparecido en la camiseta del club.
| Período     | Marca |
| ----------- | ----- |
| 2013 - 2015 | Lotto |
| 2011-2013   | Odra  |

| Período   | Patrocinador Principal |
| --------- | ---------------------- |
| 2011-2014 | Interjet               |

## Palmarés
- Subcampeón de la Segunda División de México (1): Apertura 2009.